# 2215 Sichuan
2215 Sichuan eller 1964 VX2 är en asteroid i huvudbältet som upptäcktes den 12 november 1964 av Zijinshan-observatoriet i Nanjing, Kina. Den är uppkallad efter den kinesiska provinsen Sichuan.
Asteroiden har en diameter på ungefär 12 kilometer.